# 超中性子
超中性子（英語：Neutralino），又譯中性微子，是一種由超對稱所預測的假想粒子。超中性子是費米子，且電荷為零，共有四種，最輕的超中性子一般是穩定的。它們的典型標記為{\displaystyle {\tilde {N}}_{1}^{0}}（最輕的）、{\displaystyle {\tilde {N}}_{2}^{0}}、{\displaystyle {\tilde {N}}_{3}^{0}}及{\displaystyle {\tilde {N}}_{4}^{0}}（最重的），但當超規範子的標記為{\displaystyle {\tilde {\chi }}_{i}^{\pm }}時，就會改用{\displaystyle {\tilde {\chi }}_{1}^{0},\ldots ,{\tilde {\chi }}_{4}^{0}}。這四個態是超B子、中性超W子（即中性的電弱超規範子）與中性超希格斯粒子的混合態。由於超中性子為馬約拉納費米子，所以它們與其對應的反粒子完全相同。因為這些粒子只會與向量玻色子產生弱相互作用，所以強子對撞機不能大量生產超中性子。它們主要出現在重粒子的衰變瀑布（即擁有多個步驟的衰變過程）中，一般由含色的超對稱粒子所產生，例如超夸克及超膠子。
在R宇稱守恆的模型中，最輕的超中性子是穩定的，而且所有超對稱粒子瀑布衰變最後都只會剩下這種粒子，最後它們就會在未被偵測的情況下離開了偵測器，因此它們的存在只能由偵測器的不平衡動量中得知。
較重的超中性子一般會衰變成一個中性的Z玻色子，及一個較輕的超中性子；或衰變成一個帶電荷的W玻色子及一個輕的超範子：
| {\displaystyle {\tilde {N}}_{2}^{0}} | → | {\displaystyle {\tilde {N}}_{1}^{0}}    | + | {\displaystyle Z^{0}}    |   |                                      |   |                          |   |                          | → | 消失的能量 | + | l+ | + | l− |
| {\displaystyle {\tilde {N}}_{2}^{0}} | → | {\displaystyle {\tilde {C}}_{1}^{\pm }} | + | {\displaystyle W^{\mp }} | → | {\displaystyle {\tilde {N}}_{1}^{0}} | + | {\displaystyle W^{\pm }} | + | {\displaystyle W^{\mp }} | → | 消失的能量 | + | l+ | + | l− |

各種超中性子的質譜分裂會決定甚麼衰變模式是可行的。

## 超對稱理論中的起源
在超對稱模型中，所有標準模型粒子都有對應的伴侶粒子，它們之間各量子數相同，但只有自旋不一樣，與伴侶粒子相差1/2。由於Z玻色子（超Z子）、光子（超光子）及中性希格斯（超希格斯粒子）的超對稱伴侶，與原粒子的量子數相同，因此它們能混合，並為質量算符產生四種本徵態，也就是“超中性子”。四種超中性子中最輕的一種，在許多模型中成為了最輕超對稱粒子（LSP），儘管這個角色有可能會屬於其他粒子。

## 粒子現象學
各種超中性子的確切屬性取決於其混合的細節（例如它們比較像超希格斯粒子，還是比較像超規範子），但是它們的質量一般都在弱相互作用尺度之內（即100 GeV - 1 TeV），並且會以弱相互作用與其他粒子耦合，而其耦合強度取決於粒子特性。在這方面它們的現象學跟中微子挺像的，所以它們在對撞機的偵測器上是測不到的。
在R宇稱守恆的模型中，四種超中性子中最輕的一種就是LSP。最輕的超中性子是穩定的，並成為其他所有超對稱粒子衰變後的最終產物。在加速器中的這種超對稱過程中，其可見的初態及終態粒子，會有很大的能量差與動量差，而這就是超對稱過程的特性，因為能量和動量都偵測器看不見的超中性子帶走了。這就是從標準模型背景中分辨出超對稱時的重要指標。

## 與暗物質的關係
冷暗物質是宇宙構成中未知的一部份，而作為一既重且穩定的粒子，最輕的超中性子是極佳的冷暗物質候選粒子。在不少模型中，最輕的超中性子可在早期的熱宇宙中由熱能所生成，並且會留下大概正確的殘留豐度，這樣就可以解釋到觀測出的暗物質是甚麼。質量為10–10000 GeV的最輕超中性子，是大質量弱相互作用粒子（WIMP）的首席候選。
在自然中，可以通過實驗間接或直接地觀測到超中性子暗物質。前者的話，伽瑪射線及中微子望遠鏡在暗物質密度高的區域，例如星系或太陽中心，尋找超中性子湮滅的證據。後者的話，有特定目的的實驗，如CDMS 低溫暗物質搜尋計畫，這個實驗想要探測到WIMP對於外太空偵測器的稀有影響。這些實驗已經開始探測有趣的超對稱參數空間，及排除一些超中性子暗物質的模型，還有正在研發的實驗升級，希望能增加儀器的敏感度。